# Викрам срещу Веда
„Викрам срещу Веда“ (на тамилски: விக்ரம் வேதா) е индийски филм от 2017 година, криминален екшън на режисьорите Пушкар-Гаятри по техен собствен сценарий.
В центъра на сюжета е полицай, посветил се на преследването на известен лидер на организираната престъпност, който е въвлечен в контакти с него и постепенно осъзнава, че е превърнат в оръдие в борбата между враждуващи мафиотски групи. Главните роли се изпълняват от Ранганатан Мадхаван, Виджай Сетупати, Шрадха Сринат, Катир.